# Belgian Juniors 1988
Das Belgian Juniors 1988, als bedeutendstes internationales Nachwuchsturnier von Belgien im Badminton, fand vom 2. bis zum 4. April 1988 in Edegem statt.

## Finalergebnisse
| Disziplin    | Sieger                            | Finalist                       | Ergebnis           |
| ------------ | --------------------------------- | ------------------------------ | ------------------ |
| Herreneinzel | Pascal Pak                        | Michael Vonmetz                | 2–15, 17–15, 15–12 |
| Dameneinzel  | Virginia Delvingt                 | Trine Østergaard               | 11–7, 12–10        |
| Herrendoppel | Jón Pétur Zimsen Óli Björn Zimsen | Tom Kristensen Kim Laursen     | 15–5, 17–16        |
| Damendoppel  | Berit Bay Trine Østergaard        | Heidi Vrancken An Foblets      | 15–6, 15–10        |
| Mixed        | Troels Jørgensen Brigitte Jensen  | Thomas Hansen Trine Østergaard | 10–15, 15–8, 15–9  |